# Fernand Léger
Jules-Fernand-Henri Léger (Argentan, Orne, 4 de fevereiro de 1881 — Gif-sur-Yvette, 17 de agosto de 1955) foi um pintor francês que se distinguiu como pintor e desenhador cubista, autor de muitas litografias.

## Biografia
Nascido na Baixa-Normandia, iniciou a sua formação artística frustrada de ingressar na Escola das Belas-Artes.
Em 1908, e na mesma cidade, instalou-se num edifício conhecido como "Ruche" (colmeia, em português), onde conviveu com outros artistas como Jacques Lipchitz, Robert Delaunay e até Marc Chagall, tendo-se tornado um dos melhores amigos deste último.
Entre 1909 e 1910, realizou a sua primeira grande obra Nus no bosque, uma pintura onde são notáveis as aspirações impressionistas.
A partir do de 1911, conheceu Pablo Picasso e Georges Braque, os quais lhe transmitiram influências cubistas, nas quais se aplicou e trabalhou durante a maior parte da sua carreira artística.
Em 1914, com o início da Primeira Grande Guerra, Léger foi recrutado para as trincheiras. Após esta etapa da sua vida, a sua pintura passou a representar a sua admiração pelos objectos mecânicos, tendo especial interesse pelos tanques de guerra.
A partir de 1920, predomina em sua obra a figura humana enquadrada por elementos industriais. Ainda na segunda década do século, numa nova fase da sua vida, produz e dirige o filme O ballet mecânico.
Devido à Segunda Grande Guerra, exilou-se nos Estados Unidos, onde foi professor na Universidade de Yale e no Mills College, tendo voltado para França em 1945.
De volta à sua terra natal, concebeu os vitrais da Igreja do Sacré-Coeur de Audincourt e um painel para o Palácio das Nações Unidas de Nova Iorque.
Em 1945 filiou-se no Partido Comunista e a sua obra passa a focar o trabalhador e o proletariado.
Pintou em 1954 o seu mais conhecido quadro: A grande parada.
Em 1955, ano do seu falecimento, foi homenageado com o prémio da Bienal de São Paulo.
O trabalho de Léger exerceu uma influência importante no construtivismo soviético. Os modernos pôsteres comerciais, e outros tipos de arte aplicada, também se vieram influenciar por seus desenhos. Em seus últimos trabalhos, realizou uma separação entre a cor e o desenho, de tal maneira que suas figuras mantêm seus formulários robóticos definidos por linhas pretas.

## Principais obras
- O jardim da minha mãe, 1905
- Retrato do tio de Léger, 1905
- Nus no bosque, 1909-1910
- Fruteiro na mesa, 1909
- Estudo para três retratos, 1910-1911
- A boda, 1910-1911
- A Costureira, 1910
- Fumadores, 1911
- Mulher de azul, 1912
- A escada, 1913
- Contrate de formas, 1913
- A escada, 1914
- As casas nas árvores, 1914
- O despertador, 1914
- O 14 de Julho, 1914
- Mulher de vermelho e verde, 1914
- O emblema, avião destroçado, 1916
- O soldado com cachimbo, 1916
- A partida de cartas, 1917
- O rebocador rosa, 1918
- O circo, 1918
- As hélices, 1918
- Os discos, 1918
- A cidade, 1919
- O mecânico, 1920
- A ponte do rebocador, 1920
- O homem do cachimbo, 1920
- Le grand déjeneur, 1921
- A mulher e o menino, 1922
- A criação do mundo, 1923
- Vestido de mulher, 1923
- O macaco, 1923
- Ser pré-histórico. Coleóptero, 1923
- Paisagem animada, 1924
- Elemento mecânico, 1924
- O balaustre, 1925
- Rolamentos de esferas, 1926
- Guitarra azul e copo, 1926
- O acordeão, 1926
- O baile, 1929
- Os três músicos, 1930
- A Gioconda com chaves, 1930
- Composição com três figuras, 1932
- Composição com guarda-chuvas, 1932
- Composição com dois papagaios, 1935-1939
- Adão e Eva, 1935-1939
- A flor polícroma, 1936
- O transporte das forças, 1937
- Os nadadores, 1941-1942
- Divers, 1942
- O baile, 1942
- Os acrobatas de cinzento, 1942-1944
- Uma árvore na escada, 1943-1944
- A grande Julie, 1945
- Adeus Nova Iorque, 1946
- O acrobata e o seu par, 1948
- Os prazeres do ócio, 1948-1949
- Mulheres com Vaso de Flores, 1949
- A descoberta da terra , 1941